# Chemin
Chemin je naselje in občina v vzhodnem francoskem departmaju Jura regije Franche-Comté. Leta 2009 je naselje imelo 355 prebivalcev.

## Geografija
Kraj leži v pokrajini Bresse 18 km jugozahodno od Dola.

## Uprava
Chemin je sedež istoimenskega kantona, v katerega so poleg njegove vključene še občine Annoire, Aumur, Champdivers, Longwy-sur-le-Doubs, Molay, Peseux, Petit-Noir, Saint-Aubin, Saint-Loup in Tavaux z 10.143 prebivalci (v letu 2009).
Kanton Chemin je sestavni del okrožja Dole.

## Zanimivosti
- cerkev sv. Jurija;